# Еді Циґлер
Еді Циґлер (нім. Edi Ziegler, 25 лютого 1930 — 20 березня 2020) — німецький велогонщик.
Бронзовий призер Олімпійських Ігор 1952 року в груповій шосейній гонці.